# Golfe de Tehuantepec
Le golfe de Tehuantepec (en espagnol : Golfo de Tehuantepec) est une baie sur la côte du Pacifique de l'isthme de Tehuantepec au sud-est du Mexique. De nombreux ouragans du Pacifique se forment dans ou à proximité de cette étendue d'eau. Un vent de force de coup de vent appelé Tehuano souffle périodiquement depuis le col de Chivela sur les eaux du golfe, provoquant une forte remontée d'eau riche en nutriments qui soutiennent une vie marine abondante.